# Naftaly Frenkel
Naftaly Arónovich Frenkel, en ruso: Нафта́лий Аро́нович Фре́нкель; (Haifa, 1883 - Moscú, 1960) fue, primero, un empresario judío ruso y, luego, miembro de la policía secreta soviética. Frenkel es más conocido por su papel en la organización del trabajo en el Gulag, a partir del campo de trabajos forzados de las islas Solovetsky, que fue uno de los primeros campos del Gulag. 

## Orígenes
Los orígenes de Naftaly Frenkel son inciertos. Aleksandr Solzhenitsyn dijo que fue un «judío turco nacido en Constantinopla». Otro lo describió como un «industrial húngaro». Sin embargo otro afirmó que Frenkel procedía de Odessa. Incluso otros dijeron que era austriaco o palestino o que había trabajado en una planta de motores Ford en los Estados Unidos. Su expediente de detención indica claramente que nació en Haifa, entonces parte del Imperio Otomano. Desde Haifa hizo su viaje (tal vez a través de Odessa, tal vez a través de Austria-Hungría) a la Unión Soviética, donde se describía a sí mismo como un «comerciante».
El comunista finlandés Arvo Tuominen afirmó en sus memorias que Frenkel estaba relacionado con una familia sueco-finesa importante, de apellido Frenckell, y que hablaba sueco. 

## Arresto
En 1923, fue arrestado por «cruzar ilegalmente la frontera», una acusación que habitualmente se refería al contrabando, así como a los comerciantes con demasiado éxito como para ser tolerados en la Unión Soviética. Fue condenado a diez años de trabajos forzados en el campo de trabajos de Solovkí. Las islas Solovetsky, en el mar Blanco, llegaron a ser conocidas como el «primer campo del Gulag». En conjunto, las islas eran conocidos como «campos del norte de propósito especial» (Sévernye lagueryá osóbogo naznachéniya) o también SLON  En ruso «slon» significa ‘elefante’. «El nombre se convirtió en término humorístico, irónico y amenazante».

## Prisionero
En muy poco tiempo consiguió pasar de la condición de prisionero a la de miembro de los carceleros, gracias a su propuesta de vincular la ración de alimentos que recibía cada preso a su productividad en el trabajo. La propuesta fue conocida como escala de alimentación (шкала питания). Cómo consiguió exactamente Frenkel transformarse de prisionero en comandante del campo es asunto misterioso. La historia cuenta que cuando llegó a la prisión encontró una desorganización impactante y gran desperdicio de recursos (humanos y materiales). Escribió rápidamente una carta con la descripción precisa y exacta de lo que funcionaba mal en cada una de las unidades de producción del campo, incluyendo la silvicultura, la agricultura y la fabricación de ladrillos. Puso la carta en el «buzón de quejas», desde el cual fue enviada, como una curiosidad, a Guénrij Yagoda, agente de la policía secreta que, finalmente, se convirtió en jefe de la Cheka; se dice que Yagoda ordenó inmediatamente que le organizaran una reunión con el autor de la carta. El mismo Frenkel afirmó que fue sacado de la prisión y enviado a Moscú para discutir sus ideas con Iósif Stalin y Lázar Kaganóvich, uno de los secuaces del propio Stalin. Lo cierto es que los archivos indican que Frenkel se reunió con Stalin en la década de 1930 y fue protegido por Stalin durante los años de las purgas del partido; sin embargo, no se ha encontrado registro alguno de cualquier reunión en la década de 1920.
Lo que está claro es que Frenkel fue promovido de prisionero a guardián en un periodo sorprendentemente corto, incluso para los estándares caóticos del SLON. En noviembre de 1924, el SLON solicitó para Frenkel la libertad anticipada y la solicitud fue concedida finalmente en 1927. Mientras tanto, la administración del campo estuvo presentado informes periódicos sobre Frenkel, en términos elogiosos, a la OGPU: «En el campo se condujo como un trabajador con un talento excepcional, se ha ganado la confianza de la administración del SLON y es tratado como autoridad... es uno de los pocos trabajadores responsables». 

## Comandante
Frenkel apareció como uno de los más influyentes comandantes del campo de trabajos de Solovkí. Su reputación es, sin embargo, controvertida. Aleksandr Solzhenitsyn afirma que Frenkel inventó personalmente el famoso sistema «come-tanto-como-trabajas», también conocido como «escala de alimentación», por el cual los prisioneros más débiles morían en semanas y, más tarde, causó incontables víctimas; por otra parte, una amplia gama de historiadores rusos y occidentales descartan las muchas historias sobre la omnipotencia de Frenkel, considerándolas legendarias. En expresión de Anne Applebaum:
«Incluso si Frenkel no inventó todos los aspectos del sistema, lo cierto es que encontró la manera de convertir un campo de prisioneros en una institución económica aparentemente rentable, y lo hizo en un momento, en un lugar y de una forma que pudo atraer con éxito la atención de Stalin hacia sus propuestas».
Frenkel dirigió el desarrollo de la «escala de alimentación», o el «come-tanto-como-trabajas», desde la forma inicial descuidada, según la cual los prisioneros eran «remunerados» ocasionalmente en la comida, en un método muy preciso de distribución de alimentos y de organización de cautivos, repartiendo los prisioneros del SLON en tres categorías: (1) los que se consideraban capacitados para trabajo pesado, (2) los que solo servían para un trabajo ligero y (3) los inválidos. A cada grupo se asignaba un conjunto diferente de tareas y, de acuerdo con eso, se destinaban las cantidades de víveres, con diferencias drásticas entre las raciones de las varias categorías de presos y los destinos que se les asignaron. Los que se consideró capacitados para trabajos pesados recibieron 800 gramos de pan y 80 gramos de carne al día; los inválidos recibieron la mitad de esas cantidades. En la práctica, el sistema dividía a los presos entre los que sobrevivían y los que perecían muy rápidamente.
Bajo Frenkel, la naturaleza del trabajo encomendado a los cautivos en el SLON cambió de forma precisa, ya sea en el trabajo de las granjas o la construcción de carreteras y la tala de árboles en la zona ártica. El cambio en la naturaleza del trabajo cambió la forma del propio campo y el régimen que se padecía en el SLON, extendido por todo el archipiélago Solovetsky, así como también en la región de Arjánguelsk, en la parte continental de Rusia, a miles de kilómetros de distancia de las Solovetsky, a la que Frenkel enviaba trabajadores forzados.
Frenkel se aseguró de que todo lo que no contribuyera a la productividad económica del campo se descartara. Toda pretensión de reeducación fue abandonada; revistas y periódicos del campo fueron eliminados; la distinción entre los condenados por delitos comunes y por delitos políticos contra la revolución desapareció, ya que ambos grupos se pusieron a trabajar uno al lado del otro como simples forzados; y las reuniones de la «Sociedad para la Cultura Local» de las Solovetsky cesaron, aunque, para impresionar a los dignatarios visitantes del exterior, el museo de las Solovetsky y el teatro siguieron existiendo. Al mismo tiempo, las sevicias arbitrarias infligidas por los guardianes a los cautivos disminuyeron. Tal comportamiento se consideró a partir de ese momento inapropiado en una institución que valoraba, sobre cualquier otra consideración, «la capacidad de trabajar» («trudosposóbnost»).
Algunos lo recordaron como un dandy que tenía buena cabeza para los números y, según Máximo Gorki (que visitó y elogió el campo de las Islas Solovetsky en junio de 1929), y otros, de una memoria perfecta. 
Otros lo odiaban y lo temían. En 1927, el año de su puesta en libertad anticipada, en una de las primeras publicaciones extranjeras sobre las islas Solovetsky, fue descrito por el anticomunista francés Raymond Duguet así: «Gracias a sus iniciativas desprovistas por completo de sensibilidad, millones de personas desgraciadas viven abrumadas por un trabajo terrible y un sufrimiento atroz».
Fue acusado en 1928 por sus compañeros de la célula del Partido Comunista de las islas Solovetsky de organizar una red personal de espías «por la que se entera de todo, acerca de todo el mundo, antes que todos los demás».

## «Economista»
Antes de que se le concediera la libertad anticipada, Frenkel había organizado y dirigido el «Ekonomícheskaya kommércheskaya chast» (Departamento Económico-Comercial) del SLON, a través del cual intentó transformar el campo de las Solovetsky no solo en una empresa autosuficiente, de acuerdo con los decretos sobre campos de concentración, sino como una empresa rentable, más allá de los resultados que se obtenían en otras empresas estatales. Criterios de competencia económica se mantuvieron en la Unión Soviética, en la década de 1920, y Frenkel se aprovechó de eso. Con Frenkel dirigiendo el Departamento Económico-Comercial, el SLON consiguió incluso superar los resultados de una empresa forestal civil, ya que extrajo 130.000 metros cúbicos de madera en Karelia. El SLON también logró convertirse en accionista del Banco Comunal de Carelia e hizo una oferta para la construcción de una carretera desde Kem a la más norteña ciudad de Ujtá.
Desde el principio, las autoridades locales de Karelia se inquietaron a causa toda esta actividad, tanto más cuanto que ya se habían opuesto totalmente y desde el principio a la propia creación del campo. Las quejas de las autoridades se fueron haciendo más intensas con el paso del tiempo. En una reunión para discutir la expansión del SLON, las autoridades locales se quejaron de las consecuencias para los trabajos forestales ordinarios que podría tener el empleo desleal de mano de obra barata por parte del SLON; en una reunión posterior del Consejo de Comisarios del Pueblo de Carelia (entonces gobernante de la República de Carelia), en febrero de 1926, el SLON fue atacado por el sobrecoste de la carretera de Kem a Ujtá, como se lee en el siguiente resumen, elaborado por un indignado camarada Yúzhnev: «Ha quedado claro [que] el SLON es un kommersant, un comerciante con largas manos, y que su objetivo fundamental es obtener beneficios».
Las autoridades también se quejaron de vínculos especiales de SLON con la OGPU, que permitieron a SLON hacer caso omiso de las leyes locales y evitar el pago de dinero al presupuesto regional. Dentro del campo en sí pocos dudaban de que Frenkel fue el artífice de estos presuntos éxitos. Fue claramente identificado con la rentabilidad del campo y odiado por ello; en una agria reunión del Partido Comunista de las Solovetsky (tan enconada que algunas de las conclusiones de la reunión se consideraron demasiado secretas como para mantenerla archivadas), en 1928, un comandante del campo, Yashenko, se quejó de la intensa influencia del Departamento Económico-Comercial y atacó a Frenkel, admitiendo que odiaba tanto a Frenkel que incluso había contemplado la posibilidad de asesinarlo: «Un antiguo prisionero que fue liberado después de tres años de trabajo, porque en esa época no había suficiente personal [guardias] para trabajar en el campo [...] cuando se extendió el rumor de que podría salir libre; la gente decía: “no podemos funcionar sin él”».
Otros se preguntaron por qué Frenkel recibió servicios prioritarios y precios bajos en las tiendas del SLON (una de las cuales habían sido abiertas en Kem) como si fuera el dueño; también se plantearon por qué el SLON se volvió una empresa tan comercial, hasta el punto de descuidar sus otras tareas: el trabajo reeducativo en el campo había cesado, los cautivos estaban sometidos a normas de trabajo no permitidas y, cuando los prisioneros se mutilaban a sí mismos en protesta por las normas de trabajo, sus casos no se investigaban.
Anne Applebaum escribió: «La discusión sobre la rentabilidad, la eficiencia y la calidad del trabajo penitenciario fue continua durante el próximo cuarto de siglo [...] a mediados de la década de 1920 las autoridades locales de Karelia no iban ganando [el contencioso] [... e] incluso aunque aún en 1929 el campo tenía, de hecho, un déficit de 1,6 millones de rublos (muy posiblemente porque la OGPU robaba de los presupuestos), el presunto éxito económico de las Solovetsky seguía siendo pregonado por todas partes».
La percepción de que bajo Frenkel los campos de las Solovetsky eran rentables fue compartida por Stalin. La preferencia de Stalin por el trabajo penitenciario, en detrimento del trabajo ordinario, puede observarse en la continua atención que prestó Stalin, a lo largo de su vida, a los detalles más nimios de la administración de los campos.

## Canal mar Blanco-mar Báltico

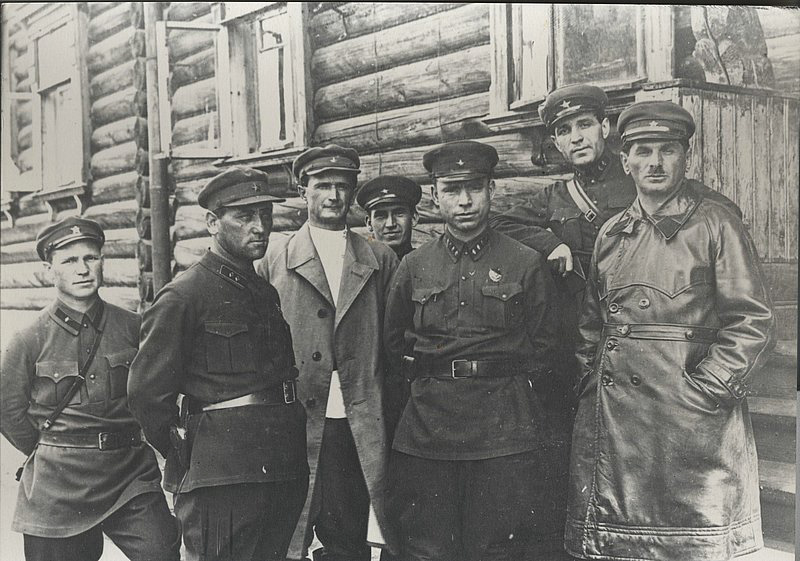
Frenkel (primero por la derecha) en las obras del Canal Mar Blanco-Báltico

La aprobación al más alto nivel de los métodos de Frenkel condujo a la rápida extensión de su sistema por todo el país y al inmediato nombramiento de Frenkel como jefe de la mano de obra forzada en la construcción del Canal Mar Blanco-Báltico, el primer gran proyecto de la era de Stalin llevado adelante con prisioneros del Gulag, un puesto muy alto para un exprisionero. Frenkel dirigió el trabajo día a día en las obras del Canal Mar Báltico-Mar Blanco desde noviembre de 1931 hasta su finalización. Utilizó los mismos métodos que ya había ensayado en el SLON, y muchos de los prisioneros esclavos fueron llevados a las obras del canal desde el campo de las Solovetsky.

## Carrera posterior
En su carrera posterior, Frenkel fue protegido de eventuales detenciones o incluso ejecución por intervenciones al más alto nivel.  Stalin controlaba quién era y quién no era detenido durante el Gran Terror y sus secuelas. Hay que destacar que, a pesar de la muerte de la casi totalidad de sus antiguos compañeros, Frenkel logró mantenerse con vida. Frenkel fue jefe de Bamlag (Campo de Trabajo Correctivo del Baikal-Amur), uno de los campos más caóticos y letales del Lejano Oriente soviético, encargado de la construcción del Ferrocarril Baikal-Amur. Sin embargo, cuando 48 trotskistas fueron arrestados en el Bamlag, en 1938, Frenkel no fue arrestado con ellos, aunque el periódico del campo lo acusó abiertamente de sabotaje. El caso de Frenkel se atascó misteriosamente en Moscú, aparentemente por una intervención de Stalin, lo que indujo al fiscal local del Bamlag a escribir al fiscal general de la Unión Soviética, Andréi Vyshinski: «Yo no entiendo por qué esta investigación [de Frenkel] ha sido puesta bajo “decreto especial”, ni de quién procede este “decreto especial”. Si no detenemos a los trotskistas-diversionistas-espías, ¿entonces a quiénes deberíamos arrestar?».
Entre 1937 y 1945, Frenkel fue el jefe de la Jefatura de la Dirección de construcción de ferrocarriles (ГУЖДС).
Fue condecorado con la Orden de Lenin en tres ocasiones (4 de agosto de 1933, 22 de julio de 1940 y 16 de septiembre de 1943) y recibió el título de Héroe del Trabajo Socialista.
El 28 de abril de 1947, Frenkel fue dado de baja de su cargo, por razones de salud, y se le otorgó una pensión por el servicio.

## Vida privada posterior
A mediados de la década de 1950, Frenkel vivía solo en Moscú. Su hijastra Tamara era la novia del cineasta Leonid Majnach, hijo de Vladímir Majnach, el exjefe del Mosgaz Trust, que controlaba el suministro de gas a Moscú, y que, a su vez, regresó a Moscú en junio de 1955, después de catorce años en el campo de trabajo de Taishet. Según Leonid, después de su regreso, Vladímir se había convertido en una persona de trato «difícil» y había discusiones constantes entre los dos. Frenkel se interesó por el novio de su hijastra. Una noche, después de una discusión, Vladímir golpeó a Leonid en la cara. Leonid se marchó de casa y se fue a vivir a casa de Frenkel, donde permaneció hasta su matrimonio con Tamara, en 1958. En 2004, Leonid declaró que, después de la ruptura con su padre, Frenkel se convirtió en la principal figura paterna en su vida. Opuesto al régimen de Jruschov, Frenkel permaneció estrechamente relacionado con el MGB (Ministerio de la Seguridad del Estado, sucesor del NKVD). El MGB ayudó a Leonid en su carrera cinematográfica y fue el que encargó la primera película que dirigió, una pieza de propaganda sobre agentes secretos soviéticos durante la Guerra Fría.